# Strophurus strophurus
Strophurus strophurus är en ödleart som beskrevs av  Duméril och BIBRON 1836. Strophurus strophurus ingår i släktet Strophurus och familjen geckoödlor. Inga underarter finns listade i Catalogue of Life.